# Clyde Tombaugh

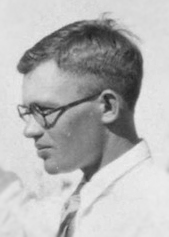
Clyde Tombaugh omstreeks 1930

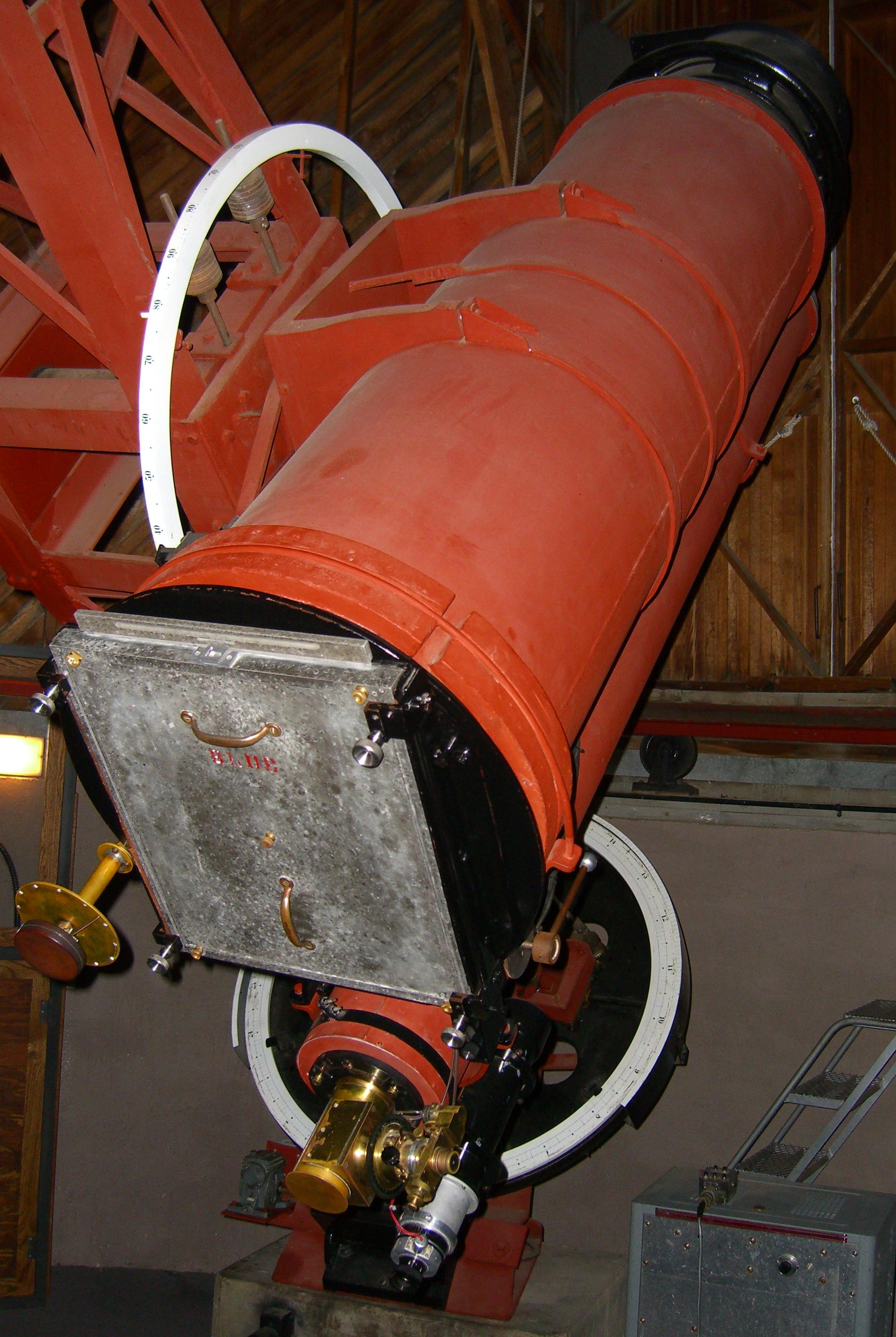
Tombaugh gebruikte deze astrograaf om Pluto te ontdekken

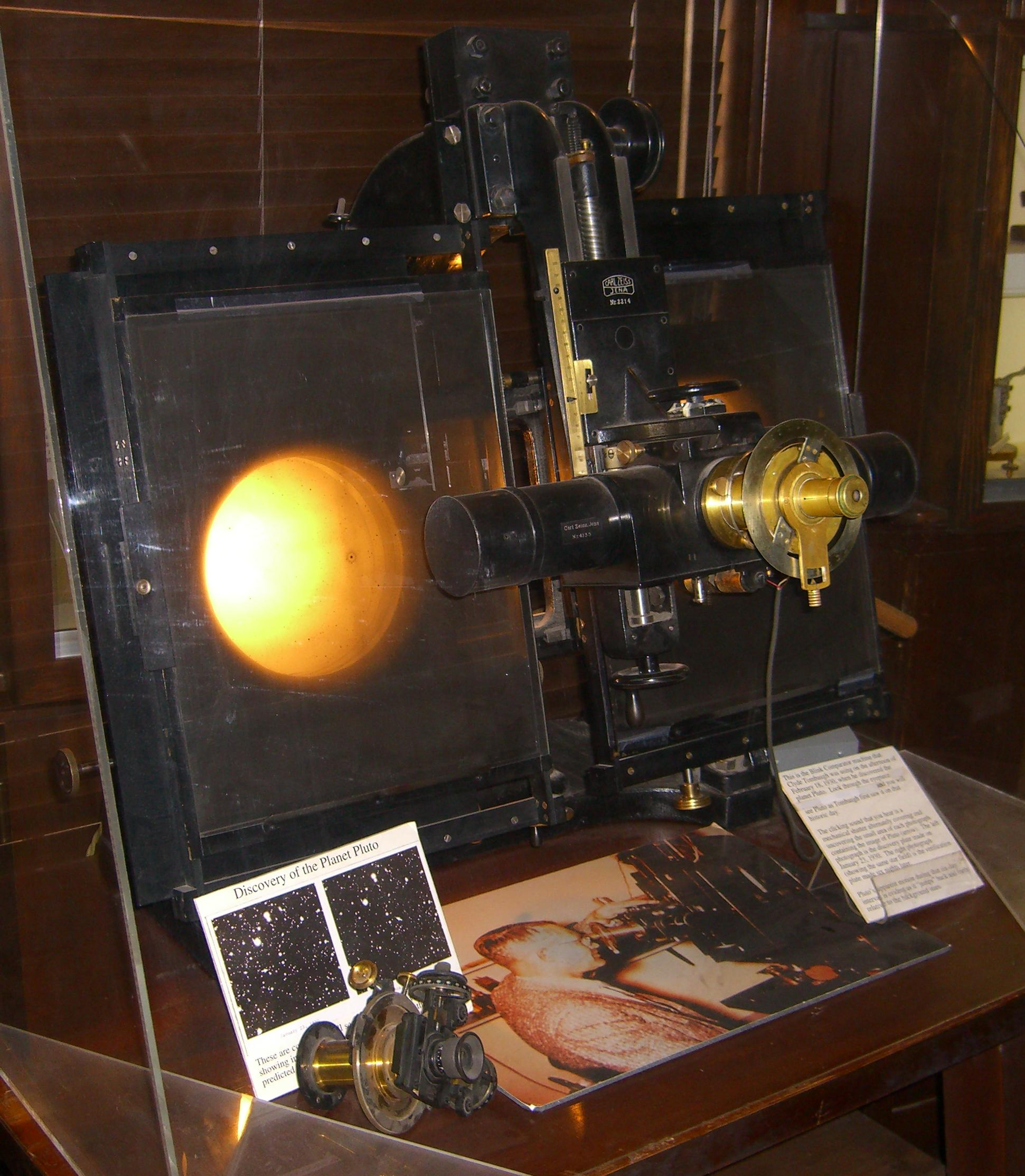
De Lowell blinkcomparator

Clyde William Tombaugh (Streator (Illinois), 4 februari 1906 – Las Cruces (New Mexico), 17 januari 1997) was een Amerikaans astronoom die, naast 14 planetoïden, in 1930 de dwergplaneet Pluto ontdekte. Tot 2006 werd Pluto beschouwd als de negende planeet van het zonnestelsel.

## Leven en werk
Clyde William Tombaugh groeide op in een boerderij ten noordwesten van Burdett in Kansas. Hij behaalde zijn highschooldiploma in 1925 aan de Burdett High School.
In zijn jeugd onderzocht Tombaugh de hemel met zelfgemaakte telescopen. Later werd hij door het Lowell Observatory te Flagstaff in Arizona ingehuurd, waar hij in 1930 Pluto ontdekte, de buitenste 'planeet' (nu dwergplaneet) van het zonnestelsel.  Hij werkte er van 1929 tot 1945. Pluto werd in de nacht van 18 februari ontdekt op foto's ('plates') die hij genomen had op 23 en 29 januari. Tombaugh gebruikte voor dit werk de Zeiss blinkcomparator.
Hij fotografeerde 65% van de hemel en bracht duizenden uren door met onderzoek van de miljoenen afbeeldingen van sterren, de meeste met de blink comparator. Hij ontdekte verscheidene clusters (sterrenhopen), een komeet en 15 planetoïden.
Hij bleef nog lang na zijn afscheid als hoogleraar emeritus in 1973 actief, gaf lezingen en ging nog regelmatig naar zijn kantoor. In de jaren 1980 maakte hij een uitgebreide tour en zamelde door het geven van zulke lezingen geld in  voor een astronomiedotatie op de New Mexico State University.
Tombaugh had de laatste jaren van zijn leven een slechte gezondheid en werd tot aan zijn dood verzorgd door zijn vrouw. Hij werd uiteindelijk bijna 91 jaar oud.
Aan het einde van de 20ste eeuw werden tal van planeetachtige objecten in het zonnestelsel ontdekt en nader bestudeerd, waarvan enkele vergelijkbaar met of zelfs groter dan Pluto, zoals Sedna en Eris. Op de 26ste algemene vergadering van de Internationale Astronomische Unie in 2006 werd de definitie van het begrip planeet daarom aangepast. Sinds op 24 augustus 2006 Pluto bij de dwergplaneten is ondergebracht, zijn er nog maar acht "echte" planeten.
In de ruimtesonde New Horizons, die op 14 juli 2015 Pluto tot op 12.500 km naderde, zit een deel van de as van zijn ontdekker. Deze sonde werd op 19 januari 2006 gelanceerd door de NASA en bereikte na 5,2 miljard kilometer vliegen in bijna 3500 dagen de dwergplaneet, waarna ze nog verder onderzoek deed.

## Belangstelling voor ufo's
Tombaugh was waarschijnlijk de meest vooraanstaande astronoom die ooit zelf melding gemaakt heeft van ufo's. Op 20 augustus 1949 zag hij verscheidene ufo's in de buurt van Las Cruces in New Mexico. Hij beschreef ze als zes tot acht rechthoekige lichten en verklaarde:
"Ik betwijfel dat het verschijnsel een aardse weerspiegeling was omdat (...) niets dergelijks ooit is verschenen vóór of na... Ik was zo onvoorbereid voor zo'n vreemd gezicht, dat ik echt versteend was van verbazing." Tombaughs verhaal verscheen in The UFO Evidence, ed.. Richard Hallen, en in een artikel Life Magazine uit 1952 'HAVE WE VISITORS FROM SPACE?'
In 1956 verklaarde hij niet uit te sluiten dat ufo's een buitenaardse oorsprong hadden:
"I think that several reputable scientists are being unscientific in refusing to entertain the possibility of extra-terrestrial origin and nature. It is yet too early for any decisions of finality (Stringfield, 1956a)".
Volgens mede-astronomen Donald Menzel en L. Boyd ontkende hij echter dat hij geloofde dat dit verschijnsel iets met buitenaards leven te maken had. Donald Menzel had Tombaughs observatie afgedaan als een soort optische illusie in de atmosfeer en had getracht hem te dwingen zijn houding te herzien.
Een andere waarneming door Tombaugh een jaar of twee later, terwijl hij zich in het White Sands observatorium bevond, was van een object van magnitude -6, vier keer zo helder als Venus op haar helderst, zich voortbewegend van het zenit naar de zuidelijke horizon in ongeveer 3 seconden.
Tombaugh bracht later ook verslag uit van drie van de mysterieuze groene vuurballen die hij eind 1948 plotseling boven New Mexico had zien verschijnen. Toch stond er in het eindrapport van project Twinkle dat "... he never observed an unexplainable aerial object despite his continuous and extensive observations of the sky."
In juni 1952 leidde Josef Allen Hynek - een astronoom die als wetenschappelijk adviseur verbonden was aan Project Blue Book van de luchtmacht - in het geheim een enquête onder collega-astronomen over ufowaarnemingen. Tombaugh en vier andere astronomen vertelden Hynek over hun observaties. Tombaugh zei Hynek ook dat zijn telescopen, indien daarom gevraagd, ter beschikking stonden van de luchtmacht voor het nemen van foto's van ufo's.
- Gemeinsame Normdatei: 119016109
- International Standard Name Identifier: 0000 0000 6341 5757
- Library of Congress Control Number: n80070368
- Nationale bibliotheek van Australië: 35214425
- Nationale Bibliotheek van Israël: 987007445914905171
- Nederlandse Thesaurus van Auteursnamen: 141201185
- SNAC: w6n58str
- Système universitaire de documentation: 227513851
- Trove: 868340
- Virtual International Authority File: 62844491
- WorldCat: E39PBJrwVQQ6tYtv9cg8cPMXVC